# 北杖会
北杖会（ほくじょうかい）は北海道で神道夢想流杖術と全日本剣道連盟杖道を稽古する団体。北海道内の札幌・釧路・旭川・千歳・小樽・江別・帯広・稚内・室蘭・網走の各地区で稽古する。